# Si balla al Polo Nord
Si balla al Polo Nord (Arctic Antics) è un film del 1930 diretto da Ub Iwerks o da Burt Gillett, non è certo quale fosse il regista. È un cortometraggio animato della serie Sinfonie allegre.

## Trama
Siamo al circolo polare artico e i ghiacci si sciolgono al ritmo di musica. Un orsetto bianco si diverte a saltare da una lastra di ghiaccio all'altra, i pinguini marciano in riga come soldati, mentre un tricheco tenta invano di mangiare un pesciolino impertinente e un leone marino fa un assolo da un'aria lirica.

## Distribuzione
Il cortometraggio venne presentato nelle sale cinematografiche statunitensi il 26 giugno 1930.